# Caricatures del Jyllands-Posten
Les caricatures del Jyllands-Posten o crisi de les caricatures de Muhàmmad van començar després que el diari danés Jyllands-Posten publicara 12 caricatures satíriques el 30 de setembre de 2005, la majoria de les quals representaven Mahoma, un sant profeta de la religió de l'Islam. Els dibuixos es van incloure en un article sobre la llibertat d'expressió i l'autocensura, en què s'afirmava que era un punt d'inici al debat sobre la crítica a l'islam i l'autocensura. Els grups musulmans a Dinamarca es van queixar i el cas finalment va provocar protestes arreu del món, incloent violència i disturbis en alguns països musulmans.
Jyllands-Posten va incloure una sèrie de cartes de lectors musulmans a Dinamarca que deploraven les caricatures. La publicació també va provocar fortes reaccions per part dels musulmans de Dinamarca i dels països islàmics, on hi van haver nombroses manifestacions. Els no musulmans també es van distanciar de la provocació percebuda. Weekendavisen va reproduir els dibuixos, i quatre mesos després el diari conservador-cristiano noruec Magazinet va reimprimir els dibuixos. Va provocar una crisi diplomàtica entre Dinamarca i diversos països àrabs i va provocar un extens boicot comercial a les mercaderies daneses, la retirada d'ambaixadors, atacs als empleats de l'empresa làctea Arla, la crema de la bandera danesa i les ambaixades daneses a Damasc i Beirut. Una enquesta d'opinió realitzada a finals de gener de 2006 va mostrar que el 79% dels ciutadans danesos enquestats no pensaven que el primer ministre Anders Fogh Rasmussen hagués de demanar disculpes en nom de Dinamarca, tot i que el 58% entenia la insatisfacció dels musulmans.
Tot i que el primer ministre en el seu discurs de cap d'any de 2006 va dir que Dinamarca havia fet un excel·lent paper en el pla internacional, després de la polèmica de les caricatures va acabar reconeixent que el cas havia sigut el pitjor incident en relacions internacionals per a Dinamarca des de la segona guerra mundial.
L'incident es va produir en un moment d'augment de les tensions polítiques i socials entre països de majoria musulmana i països occidentals, després de diversos atacs terroristes islàmics radicals d'alt perfil a Occident, inclosos els atacs de l'11 de setembre, i intervencions militars occidentals als països musulmans, com ara Iraq i Afganistan. La relació entre els musulmans a Dinamarca i la societat en general es trobava igualment en un punt baix, i el conflicte va arribar a simbolitzar les discrepàncies i idiosincràsies entre la comunitat islàmica i la resta de la societat. En els anys posteriors, s'han planejat —i alguns executats— complots terroristes gihadistes que afirmaven ser com a represàlia per les caricatures contra objectius afiliats a Jyllands-Posten i els seus empleats, Dinamarca, o diaris que publicaven les caricatures i altres caricatures dels profetes islàmics, sobretot el tiroteig de Charlie Hebdo el 2015.
Les caricatures es poden veure en aquest link de la Universitat de Colúmbia.

## Les 12 caricatures
Les 12 caricatures van ser dibuixades per 12 dibuixants a petició del Jyllands-Posten, que va demanar a uns 40 dibuixants que opinaren com era Mahoma. Segons Jyllands-Posten, els dibuixos eren una reacció a l'autocensura entre els dibuixants danesos en relació amb un llibre infantil sobre la vida de Mahoma.
Les 12 caricatures eren molt diferents:
- Representa a Mahoma com un home errant, estirant un ruc (dibuixat per Claus Seidel).

- Mostra el rostre de Mahoma com a part de la mitja lluna islàmica i l'estrella (dibuixada per Peder Bundgaard).
- Es parteix de la situació concreta i es mostra un dibuixant clarament nerviós (Arne Sørensen) que, tremolant d'ansietat, que està dibuixant a Mahoma.
- La contribució (de Bob Katzenelson) mostra a Kåre Bluitgen, un escriptor danés, amb un turbant sostenint un dibuix lineal. Al turbant hi ha una taronja amb el text pr-stunt.
- Lars Refn de la revista d'enginyers Ingeniøren dibuixa un xiquet d'aspecte àrab davant d'una pissarra on hi ha escrit una frase en persa amb guix. El xiquet somrient assenyala el text amb un punter.. El text diu: La redacció de Jyllands-Posten és una colla de provocadors reaccionaris. El xiquet porta una samarreta del club de futbol. Els editors de Jyllands-Posten (segons la seva pròpia declaració) no estaven familiaritzats amb el significat del text persa quan van publicar el dibuix.
- La caricatura més comentada representa Mahoma amb una bomba encesa al turbant (dibuixat pel mateix Kurt Westergaard de Jyllands-Posten) i inspirat en l'obra Aladí d'Oehlenschlæger.
- Mahoma amb una barra negra als ulls es troba amb un gran ganivet davant de dues dones amb burka complet amb només els ulls visibles. (Rasmus Sand Høyer de Jyllands-Posten).
- Jens Julius Hansen dibuixa a Mahoma a un núvol i saluda els terroristes suïcides morts amb les paraules: Atureu-vos, atureu-vos, ens hem quedat sense verges!
- Com a comentari predictiu de tots els problemes, Franz Füchsel mostra dos àrabs enfadats corrent cap avant amb sabres i bombes, mentre Mahoma s'aixeca i intenta aturar-los amb les paraules: Calmeu-vos, amics, després de tot, és només un dibuix fet per un sud-jutlandés que no creu en Déu...
- El dibuix (de Poul Erik Poulsen) mostra un home dret amb barba completa i sandàlies. Damunt seu planeja una mitja lluna amb forma semblant a un Sant, que també semblen unes banyes daurades.
- Erik Abild Sørensen ofereix un dibuix força abstracte amb llunes creixents i estrelles de David.
- Finalment, el dibuix d'Anette Carlsen representa una situació en què un sospitós s'ha de seleccionar entre una sèrie de persones alineades com en una roda de reconeixement policial. A més de Mahoma, es veuen l'escriptor danés Kåre Bluitgen, la política danesa Pia Kjærsgaard i diversos altres davant del testimoni, que diuen: Hm... no el reconec del tot...